# سنتز تیازول کوک–هیلبرون
سنتز تیازول کوک–هیلبرون(به انگلیسی: Cook–Heilbron thiazole synthesis) واکنشی شیمیایی در شیمی آلی است که طی آن یک α-آمینونیتریل با کربن دی‌سولفید واکنش داده و تشکیل یک ۵-آمینو-۲-مرکپتو-تیازول را می‌دهد.